# Pseudagapostemon cyaneus
Pseudagapostemon cyaneus là một loài Hymenoptera trong họ Halictidae. Loài này được Moure & Sakagami mô tả khoa học năm 1984.